# Orville (serial telewizyjny)
Orville (ang.: Orville) – amerykański serial telewizyjny z kategorii komediodramatu i fantastyki naukowej wyprodukowany przez studia: 3Fuzzy Door Productions oraz 20th Century Fox Television. Twórcą jest Seth MacFarlane. Serial jest emitowany od 10 września 2017 roku przez FOX natomiast w Polsce jest od 2 listopada 2017 roku na Fox Polska.
W lipcu 2019 roku podczas San Diego Comic-Con 2019 ogłoszono przejście serialu do platformy streamingowej Hulu.
Serial opowiada o podróżach statku kosmicznego Orville.

## Obsada

### Główna
- Seth MacFarlane jako kapitan Ed Mercer
- Adrianne Palicki jako Kelly Grayson[4]
- Penny Johnson Jerald jako dr Claire Finn[5]
- Scott Grimes jako Gordon Malloy[4]
- Peter Macon jako Bortus[6]
- Halston Sage jako Alara Kitan[5]
- J. Lee jako John LaMarr[6]
- Mark Jackson jako Isaac[7]

### Role drugoplanowe
- Chad Coleman jako Klyden[8]
- Norm Macdonald jako Yaphit
- Larry Joe Campbell jako Steve Newton[8]
- Rachael MacFarlane jako głos komputera Orville

### Gościnne występy
- Victor Garber jako Admiral Halsey
- Brian George jako dr Aronov
- Ron Canada jako Admiral Tucker
- Jonathan Adams jako the Moclan Arbitrator
- Holland Taylor jako Jeannie Mercer
- Jeffrey Tambor jako Ben Mercer
- Robert Knepper jako Hamelac
- Charlize Theron jako Pria Lavesque[9]
- Rob Lowe jako Darulio
- Liam Neeson jako  kapitan Jahavus Dorahl (tylko jedna scena)

## Odcinki
| Sezon | Odcinki    | Oryginalna emisja w FOX | Oryginalna emisja w FOX | Oryginalna emisja w Fox Polska | Oryginalna emisja w Fox Polska |
| Sezon | Odcinki    | Premiera sezonu         | Finał sezonu            | Premiera sezonu                | Finał sezonu                   |
| ----- | ---------- | ----------------------- | ----------------------- | ------------------------------ | ------------------------------ |
| 1     | 1–12 (12)  | 10 września 2017        | 7 grudnia 2017          | 2 listopada 2017               | 11 stycznia 2018               |
| 2     | 13–26 (14) | 30 grudnia 2018         | 25 kwietnia 2019        | 29 kwietnia 2019               | 29 lipca 2019                  |
| 3     | 27-36 (10) | 2 czerwca 2022          | 4 sierpnia 2022         | -                              | -                              |

### Sezon 1 (2017)
| Nr | #  | Tytuł                                                  | Reżyseria             | Scenariusz                    | Premiera w FOX       | Premiera w Fox Polska |
| -- | -- | ------------------------------------------------------ | --------------------- | ----------------------------- | -------------------- | --------------------- |
| 1  | 1  | 'Stare rany' Old Wounds                                | Jon Favreau           | Seth MacFarlane               | 10 września 2017     | 2 listopada 2017      |
| 2  | 2  | 'Przejęcie dowodzenia' Command Performance             | Robert Duncan McNeill | Seth MacFarlane               | 17 września 2017     | 2 listopada 2017      |
| 3  | 3  | 'Była sobie dziewczyna' About a Girl                   | Brannon Braga         | Seth MacFarlane               | 21 września 2017     | 9 listopada 2017      |
| 4  | 4  | 'Jeśli pojawią się gwiazdy' If the Stars Should Appear | James L. Conway       | Seth MacFarlane               | 28 września 2017     | 16 listopada 2017     |
| 5  | 5  | 'Pria' Pria                                            | Jonathan Frakes       | Seth MacFarlane               | 5 października 2017  | 23 listopada 2017     |
| 6  | 6  | 'Krillowie' Krill                                      | Jon Cassar            | David A. Goodman              | 12 października 2017 | 30 listopada 2017     |
| 7  | 7  | 'Rządy większości' Majority Rule                       | Tucker Gates          | Seth MacFarlane               | 26 października 2017 | 7 grudnia 2017        |
| 8  | 8  | 'Rejs w nieznane' Into The Fold                        | Brannon Braga         | Brannon Braga, Andre Bormanis | 2 listopada 2017     | 14 grudnia 2017       |
| 9  | 9  | 'Sztylet Kupidyna' Cupid's Dagger                      | Jamie Babbit          | Liz Heldens                   | 9 listopada 2017     | 21 grudnia 2017       |
| 10 | 10 | 'Pożar' Firestorm                                      | Brannon Braga         | Cherry Chevapravatdumrong     | 16 listopada 2017    | 28 grudnia 2017       |
| 11 | 11 | 'Nowe wymiary' New Dimensions                          | Kelly Cronin          | Seth MacFarlane               | 30 listopada 2017    | 4 stycznia 2018       |
| 12 | 12 | 'Szalone bałwochwalstwo' Mad Idolatry                  | Brannon Braga         | Seth MacFarlane               | 7 grudnia 2017       | 11 stycznia 2018      |

### Sezon 2 (2018-2019)
| Nr | #  | Tytuł                                                                       | Reżyseria             | Scenariusz                    | Premiera w FOX   | Premiera w Fox Polska |
| -- | -- | --------------------------------------------------------------------------- | --------------------- | ----------------------------- | ---------------- | --------------------- |
| 13 | 1  | Ja'loja                                                                     | Seth MacFarlane       | Seth MacFarlane               | 30 grudnia 2018  | 29 kwietnia 2019      |
| 14 | 2  | Pierwotne żądze Primal Urges                                                | Kevin Hooks           | Wellesley Wild                | 3 stycznia 2019  | 6 maja 2019           |
| 15 | 3  | Dom Home                                                                    | Jon Cassar            | Cherry Chevapravatdumrong     | 10 stycznia 2019 | 13 maja 2019          |
| 16 | 4  | Nie zostanie na Ziemi nic oprócz ryb Nothing Left on Earth Excepting Fishes | Jon Cassar            | Brannon Braga, Andre Bormanis | 17 stycznia 2019 | 20 maja 2019          |
| 17 | 5  | Cały świat jest tortem urodzinowym All the World is Birthday Cake           | Robert Duncan McNeill | Seth MacFarlane               | 24 stycznia 2019 | 27 maja 2019          |
| 18 | 6  | Wesoły refren A Happy Refrain                                               | Seth MacFarlane       | Seth MacFarlane               | 31 stycznia 2019 | 3 czerwca 2019        |
| 19 | 7  | Odbicia Deflectors                                                          | Seth MacFarlane       | David A. Goodman              | 14 lutego 2019   | 10 czerwca 2019       |
| 20 | 8  | Tożsamość cześć 1 Identity                                                  | Jon Cassar            | Brannon Braga, Andre Bormanis | 21 lutego 2019   | 17 czerwca 2019       |
| 21 | 9  | Tożsamość cześć 2 Identity Part II                                          | Jon Cassar            | Seth MacFarlane               | 28 lutego 2019   | 24 czerwca 2019       |
| 22 | 10 | Krew patriotów Blood of Patriots                                            | Rebecca Rodriguez     | Seth MacFarlane               | 7 marca 2019     | 1 lipca 2019          |
| 23 | 11 | Trwałe wrażenia Lasting Impressions                                         | Kelly Cronin          | Seth MacFarlane               | 21 marca 2019    | 8 lipca 2019          |
| 24 | 12 | Azyl Sanctuary                                                              | Jonathan Frakes       | Joe Menosky                   | 11 kwietnia 2019 | 15 lipca 2019         |
| 25 | 13 | Jutro, jutro i znów jutro Tomorrow, and Tomorrow, and Tomorrow              | Gary Rake             | Janet Lin                     | 18 kwietnia 2019 | 22 lipca 2019         |
| 26 | 14 | Droga nie wybrana The Road Not Taken                                        | Gary Rake             | David A. Goodman              | 25 kwietnia 2019 | 29 lipca 2019         |

## Produkcja
5 maja 2016 roku, stacja FOX zamówiła pierwszy sezon serialu, w którym główną rolę zagra Seth MacFarlane. W lipcu 2016 roku, ogłoszono, że w serialu zagrają: Adrianne Palicki i Scott Grimes. W kolejnym miesiącu do obsady dołączyli Peter Macon i J. Lee. Na początku listopada 2016 roku, poinformowano, że rolę Alary Kitan i Claire Finn otrzymały odpowiednio Halston Sage i Penny Johnson Jerald. W następnym miesiącu ogłoszono, że Mark Jackson pojawi się w serialu. Na początku kwietnia 2017 roku, poinformowano, że obsada serialu powiększyła się o Chada Colemana i  Larry'ego Joea Campbella. 15 maja 2017 roku, stacja  FOX ogłosiła, że serial "The Orville" zadebiutuje w sezonie telewizyjnym 2017/2018.
2 listopada 2017 roku stacja FOX zamówiła drugi sezon, a w połowie maja 2019 poinformowała, że powstanie też trzeci sezon.